# 天童市立第一中学校
天童市立第一中学校（てんどうしりつ だいいちちゅうがっこう、英: Tendo Civic 1st Junior High School）は、山形県天童市にある公立中学校。略称は天一中（てんいっちゅう）、天童一中、天童市内では一中（いっちゅう）とも呼ばれている。

## 学区
- 天童市立荒谷小学校
- 天童市立津山小学校（一部）
- 天童市立天童中部小学校（一部）
- 天童市立天童南部小学校
- 天童市立干布小学校

## 沿革
- 1967年（昭和42年）4月 - 天童市立第一中学校開校
- 1969年（昭和44年）4月 - 新校舎完成

## 所在地
- 山形県天童市大字原町290